# Горошек кашубский
Горошек кашубский (лат. Vicia cassubica) — многолетнее травянистое растение, вид рода Горошек (Vicia) семейства Бобовые (Fabaceae). Широко распространён только в некоторых местах Центральной Европы.

## Ботаническое описание
Многолетнее травянистое растение с тонким ползучим корневищем и короткими, толстыми наземными столонами. В основном одиночный стебель простой или ветвистый, обычно прямостоячий, редко распростёртый, длиной от 30 до 60 см, угловатый и, как и листья стебля, более или менее короткий, мягковолосистый или голый.
Листья очерёдные длиной от 5 до 13 см, перистые, с преимущественно слабыми, простыми или разветвленными усиками и девятью-одиннадцатью парами листочков. Короткочерешковые листочки эллиптические или удлинённо-ланцетные, около 12-15 мм длиной и 5-7 мм шириной, обычно округлые и с остроконечными кончиками. Имеют многочисленные боковые побеги, отходящие под углом около 45 градусов, сетчатые, мутно-зелёные, волосистые с обеих сторон и полностью голые. Стебли несколько более узкие, чем стебель, от полупрямостоячих до полуколосовидных, обычно с цельными краями.
Соцветия длиной около 5-8 см, короче или длиннее стеблевых листьев, более или менее четко односторонние и содержат от десяти до двенадцати цветков. Цветочные стебли длиной от 2 до 3 мм. Зигоморфные цветки длиной от 9 до 12 мм. Чашечка колокольчатая, косо усеченная, с короткими зубцами. Верхние — короткие треугольные, нижние — шиловидные, длиной не более трубки. Лепестки по форме похожи на лепестки вида Vicia cracca. Лопасть красновато-пурпурная, более тёмно-жилковая и немного длиннее беловато-синеватых крыльев спереди.
Цветёт в июне и июле.
Плоды около 1,5-2,5 см длиной и 6-8 мм шириной, эйратовидные, плоские, голые, гладкие, ярко-бордового цвета. Содержат от одного до трёх семян. Семена яйцевидно-шаровидные, несколько сплюснутые, около 4 мм длиной, гладкие, жёлто-коричневого до оливково-зелёного цвета с более или менее светлыми пятнами. Размножается семенами и корневищами.
Хромосомное число равно 2n = 12.

## Распространение и экология
Произрастает в Европе от северо-восточной части Центральной Европы до южной Скандинавии, России, Украины, Малой Азии, Балкан и Апеннин. Ареал вида простирается от Европы до Ирана.
Считается, что вид мигрировал из Дунайских и Судетских стран в регионы Одера, Эльбы и Рейна. Однако встречаемость в восточной Германии и южной Швеции вряд ли можно назвать реликтовой; здесь вид более распространён. С другой стороны, несколько мест произрастания на юго-западе Германии полностью изолированы от основной территории. В Австрии горошек кашубский встречается редко, в то время как в Швейцарии он полностью отсутствует.
Растёт в сухих лиственных и хвойных лесах, а также на лесных лугах, преимущественно на песчаной почве.

## Классификация

### Таксономия
Vicia cassubica L., 1753, Sp. Pl.: 735
Вид Горошек кашубский относится к роду Горошек (Vicia) подсемейства Мотыльковые (Papilionoideae) семейства Бобовые (Fabaceae) порядка Бобовоцветные (Fabales). Таксономическая схема в соответствии с Системой APG IV по состоянию на декабрь 2023 года:
|  |                                      |  |                                   |                                   |                   |  | ещё 3 семейства | ещё 3 семейства   |                          |  |  |  | еще 523 рода                                                    | еще 523 рода      |  |  |
|  |                                      |  |                                   |                                   |                   |  | ещё 3 семейства | ещё 3 семейства   |                          |  |  |  | еще 523 рода                                                    | еще 523 рода      |  |  |
|  |                                      |  |                                   | порядок Бобовоцветные             |                   |  |                 |                   | подсемейство Мотыльковые |  |  |  |                                                                 | Горошек кашубский |  |  |
|  |                                      |  |                                   | порядок Бобовоцветные             |                   |  |                 |                   | подсемейство Мотыльковые |  |  |  |                                                                 | Горошек кашубский |  |  |
|  | отдел Цветковые, или Покрытосеменные |  |                                   |                                   | семейство Бобовые |  |                 |                   | род Горошек              |  |  |  |                                                                 |                   |  |  |
|  | отдел Цветковые, или Покрытосеменные |  |                                   |                                   |                   |  |                 |                   |                          |  |  |  |                                                                 |                   |  |  |
|  |                                      |  | ещё 63 порядка цветковых растений | ещё 63 порядка цветковых растений |                   |  |                 | еще 5 подсемейств | еще 5 подсемейств        |  |  |  | еще 296 подтвержденных видов и 52 вида, ожидающих подтверждения |                   |  |  |
|  |                                      |  |                                   | ещё 63 порядка цветковых растений |                   |  |                 |                   | еще 5 подсемейств        |  |  |  |                                                                 |                   |  |  |

### Синонимы
- Cracca cassubica (L.) Opiz
- Ervilia cassubica (L.) Schur
- Ervilia orobos Schur
- Ervum cassubicum (L.) Peterm.
- Orobus sylvaticus Bastard
- Vicia abbreviata C.A.Mey.
- Vicia adriatica (Freyn) Fritsch
- Vicia cassubica f. acirrha Neuman
- Vicia cassubica var. adriatica Freyn
- Vicia cracca var. multiflora (Pollich) Gaudin
- Vicia frutescens Gilib.
- Vicia militans Crantz
- Vicia monosperma K.Koch
- Vicia multiflora Pollich
- Vicia rigida Herbich
- Vicilla cassubica (L.) Schur